# Тхайнгуєн (провінція)
Тхайнгуен (в'єт. Thái Nguyên) — провінція у північній частині В'єтнаму. Площа становить 3526 км²; населення за даними перепису 2009 року — 1 123 116 жителів. Адміністративний центр — місто Тхайнгуєн.

## Географія і клімат

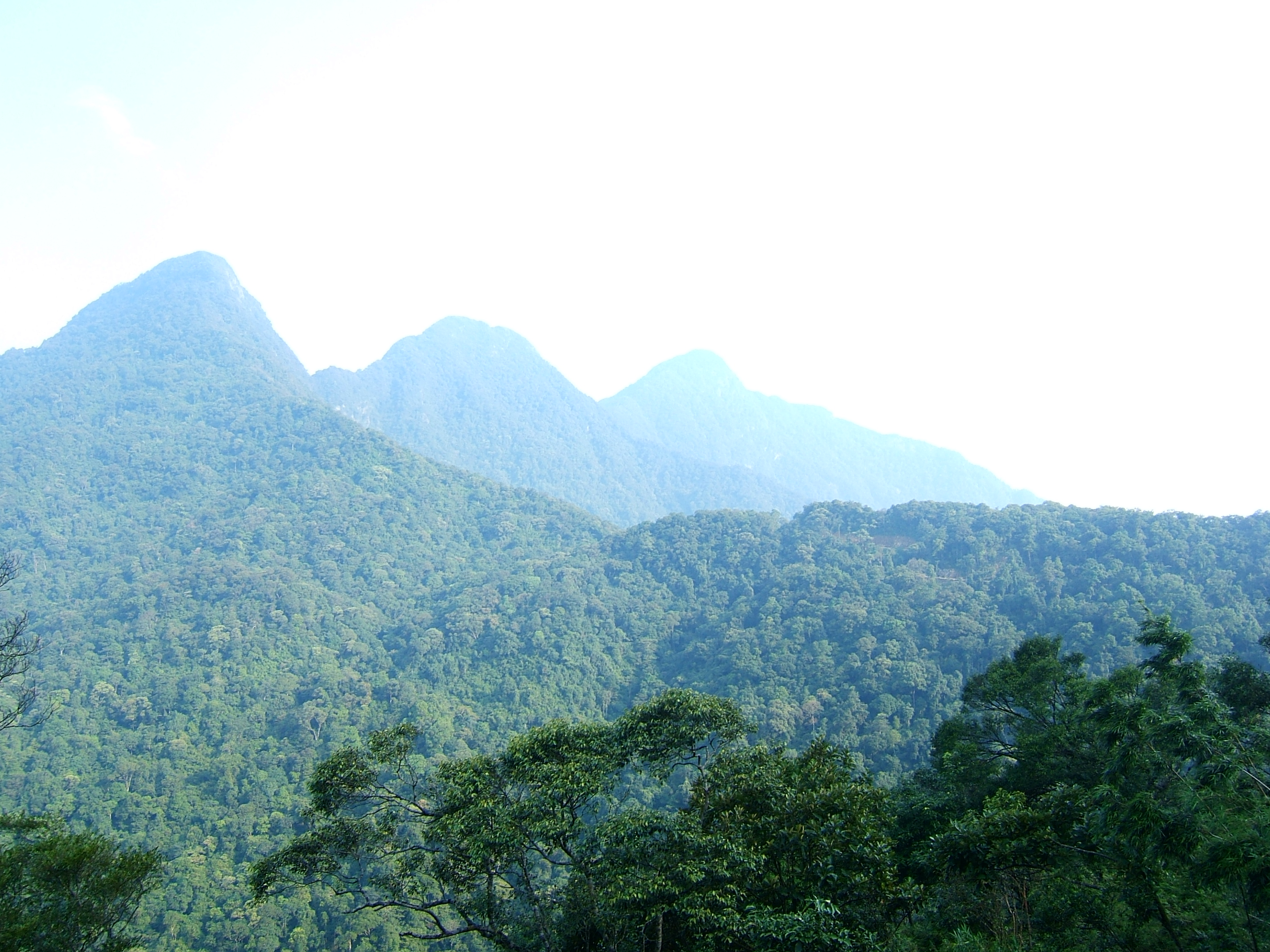
Хребет Тамдо

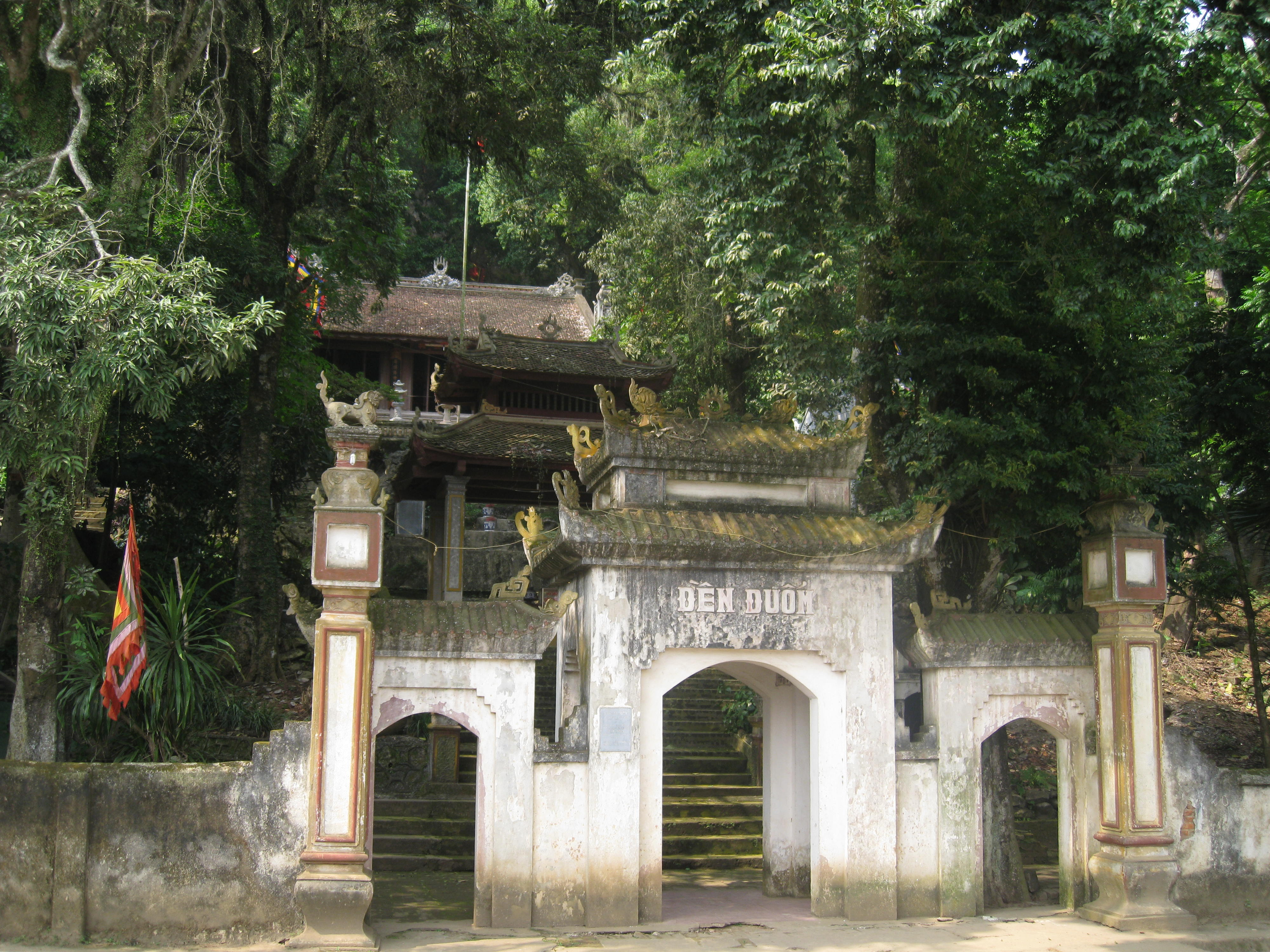
Один з храмів провінції

Провінцію перетинають кілька гірських хребтів, що простягаються у напрямку з північного заходу на південний схід. Основна річка провінції — Конг (протока Хонгха), на ній знаходиться водосховище Нуйкок (за 25 км на захід від міста Тхайнгуєн).
На південному заході провінції знаходиться гірський хребет Тамдо, який простягнувся на 80 км, найвища точка цього регіону сягає 1529 метрів. У регіоні хребта у 1996 році було створено національний парк Тамдо, один з найбільших у країні.
Середня температура червня становить 28,9°С, січня — 15,2°С. Сезон дощів триває з травня по жовтень. Середньорічний рівень опадів становить 2000–2500 мм.

## Населення
За даними на 2009 рік населення провінції становить 1 123 116 осіб, середня щільність населення — 319,00 осіб/км². Міське населення — 31,88 %.
Національній склад населення (за даними перепису 2009 року): в'єтнамці — 821 083 особи (73,11%), тай — 123 197 осіб (10,97 %), нунг — 63 816 осіб (5,68 %), санзіу — 44 134 особи (3,93 %), сантяй — 32 483 особи (2,89 %), яо — 25 360 осіб (2,26%), мяо — 7 230 осіб (0,64%), інші — 5 813 осіб (0,52%).